# Lathosea dammersi
Lathosea dammersi là một loài bướm đêm trong họ Noctuidae.